# هوارد ميلفيل حنا
هوارد ميلفيل حنا (بالإنجليزية: Howard Melville Hanna)‏ هو شخصية أعمال أمريكي، ولد في 23 يناير 1840 في ليزبون في الولايات المتحدة، وتوفي في 8 فبراير 1921 في توماسفيل في الولايات المتحدة.